# Ранчо
Ра́нчо (ісп. rancho) — один з найбільш поширених методів ведення сільського господарства, що одержав широке розповсюдження в країнах Західної півкулі в ході колонізації Америки вихідцями з європейського континенту.
У художній літературі назва вживається для екзотизму та має смислові варіації:
- в країнах Латинської Америки ранчо — це значна за площею латифундія, центром якої є панська садиба — асьєнда;
- в Австралії — станція великої рогатої худоби[en];
- в португаломовних країнах — фазенда;
- у США та Канаді під ранчо зазвичай йдеться про будь-яку ферму, розташовану в сільській місцевості.

Основна економічна спеціалізація ранчо — скотарство, насамперед велика рогата худоба. Цим ранчо відрізняється від плантацій, основною спеціалізацією яких є рослинництво (банани, цукрова тростина, бавовник тощо).
На відміну від земельних наділів у густонаселеній і меншою за площею Європі, ранчо мають набагато більші розміри.
Перші ранчо були засновані в іспанських колоніях у Новому Світі переселенцями з Іспанії, які зайняли порожні землі або ж відтіснили з них тубільців. Іспанці ж завезли на ці землі корів, коней, кіз, свиней, курей тощо.
У центрі ранчо (не обов'язково географічному) розташована хазяйська садиба або будинок, поруч є ставок та інші сільськогосподарські споруди (загони, стайні тощо)
Коли на ранчо у ковбоїв з'являвся вільний час, вони розважали себе всілякими «потішними» змаганнями:
- чий кінь краще працює з коровою;
- хто довше всидить на дикому бику або мустангу;
- хто швидше заарканить корову ласо тощо.

З часом ці змагання виділилися в окремі види спорту з усталеними правилами, обросли традиціями й особливостями підготовки коня та вершника. З середини XX століття в США проводяться офіційні змагання ковбоїв, з'явилася їзда верхи у стилі вестерн.